# 約翰·伯戈因
約翰·伯戈因（英語：John Burgoyne，1722年2月24日—1792年8月4日），英國陸軍軍官、劇作家，美國獨立戰爭期間曾指揮薩拉托加戰役。

## 早期生活

### 家庭与教育
1722年2月24日，约翰·伯戈因出生在贝德福德郡的萨顿，是伯戈因男爵家族萨顿庄园的所在地。他的母亲安娜·玛丽亚·伯戈因是一位富有的哈克尼商人的女儿。据说他的父亲是一名军官，约翰·伯戈因上尉，尽管有传言说他可能是宾利勋爵的私生子，宾利勋爵是他的教父。当彬格莱于1731年去世时，他的遗嘱规定，如果他的女儿没有男性问题，伯戈因将继承他的遗产。
从10岁起，伯戈因就进入了著名的西敏公學，当时的许多英国军官，如托马斯·盖奇（Thomas Gage），伯戈因后来将与他一起服役[4]伯戈因是一名运动员，性格开朗，在学校生活愉快，在那里他结交了许多重要的朋友，参加了聚会。拉尔·詹姆斯·斯兰奇勋爵[5]1737年8月，伯戈因在一个时髦的骑兵团马卫队购买了一份佣金。他们驻扎在伦敦，他的职责很轻，使他在上流社会中有了一席之地。他很快就获得了“约翰尼先生”的绰号，并因其时髦的制服和普遍的高生活而出名，这使他背负了巨额债务。1737年伯戈因以捐納晉身騎兵衛隊（Horse Guards）之列，但因個人生活奢華，最後在1741年出售軍銜。1741年，伯戈因卖掉了他的佣金，可能是为了偿还赌债。
奥地利继承战争的爆发导致了英国军队规模的扩大。1745年4月，伯戈因以短号的身份加入了新培养的第一皇家龙骑兵队，这是一个他不必支付的委员会，因为它是新成立的。1747年，伯戈因设法把钱凑在一起买了一个船长。1748年战争结束后，任何进一步服役的前景都被切断了。
1751年伯戈因與第十一代德比伯爵愛德華·斯坦利的女兒私奔，但再次因揮霍過度，而要再次出售軍銜。德比伯爵最終接納伯戈因的婚姻，並且支持其軍旅仕途。
七年戰爭爆發後，伯戈因開始嶄露頭角。他編組的第16輕龍騎兵團在葡萄牙多次擊敗西班牙軍隊，以至喬治三世下令編組額外六支輕龍騎兵團。伯戈因同時在自己的部隊推行貴族教育，要求軍官學習法文，每日閱讀，並且熟習各種騎兵戰術，使他在軍隊廣受歡迎。這些戰功也使伯戈因陞任准將。1768年伯戈因獲選為英國下議院議員，並成為第一代克萊芙男爵的政敵。
美國獨立戰爭爆發前夕，伯戈因獲擢升為少將，並在戰爭爆發後調到波士頓。不過伯戈因一直沒有機會作戰，最後提早返回英國。後來伯戈因率領援軍，在1776年增援魁北克省，並在加拿大戰役中將美軍趕回尚普蘭湖。後來伯戈因取代魁北克省總督蓋伊·卡爾頓爵士，成為魁北克的軍隊總司令。日後有指伯戈因曾刻意批評卡爾頓指揮不善，並遊說喬治三世任免自己取而代之，但伯戈因本人在國會聽證會上加以否認；且殖民地大臣喬治·熱爾曼勳爵與卡爾頓素有嫌隙，亦是卡爾頓被免去軍職的重要因素。1777年伯戈因發動薩拉托加戰役南侵，卻因戰略不善以及欠缺支援，而被大陸軍包圍，最後被迫向霍雷肖·蓋茨議和。1777年10月17日伯戈因的5,800名軍兵向大陸軍作有條件投降，但後來大陸議會與喬治·華盛頓廢除了議和條款，英軍俘虜便被押往麻薩諸塞州及維珍尼亞州等地拘留，而伯戈因則獲准返國。
薩拉托加之敗，不但令到英國在獨立戰爭遭受重創，也使到伯戈因的仕途受損。要到1782年，伯戈因才憑人際關係，獲重新任命為少將，並調任愛爾蘭的英軍總司令以及英國樞密院。同年羅金漢侯爵政府倒台後，伯戈因開始淡出政壇，沉醉於戲劇寫作，其作品大受歡迎。1792年伯戈因在劇場歸家後翌日突然死亡，並在西敏寺下葬。他與一名歌手生有四名私生子女，當中包括陸軍元帥約翰·福斯·伯戈因。